# 摂津エネルギーセンター
摂津エネルギーセンター（せっつエネルギーセンター）は、大阪府摂津市にある火力発電所。

## 概要
大阪瓦斯の子会社である株式会社ガスアンドパワーインベストメント（現・株式会社ガスアンドパワー）によって建設され、2006年4月から運転を開始、特定規模電気事業者(PPS)向けとして電力および蒸気をカネカ大阪工場へ供給している。

## 発電設備
- 総出力：1.746万kW[1]

1号機
発電方式：ガスエンジン発電方式（内燃力発電）
定格出力：1.746万kW
使用燃料：都市ガス
営業運転開始：2006年4月